# Józef Kallenbach
Józef Henryk Kallenbach, född den 24 november 1861, död den 12 september 1929, var en polsk litteraturhistoriker. 
Kallenbach blev professor i slaviska litteraturen vid universitetet i Freiburg 1891, sedermera vid Krasinski-biblioteket i Warschau, efterträdde 1905 Chmielowski som professor i polsk litteraturhistoria vid universitetet i Lemberg. 
Hans sluttjänst var vid universitetet i Kraków.
Förutom en studie om Kochanowski författade han utförliga monografier över Adam Mickiewicz (1898) och Zygmunt Krasinski (1904–1905), en essaysamling Czasy i ludzie ('Tider och människor', 1905) samt utgav postuma skrifter av Krasinski och dennes intressanta brevväxling med Henry Reeve (1901).